# Amable du Fond River
Amable du Fond River är ett vattendrag i Kanada.   Det ligger i provinsen Ontario, i den sydöstra delen av landet, 260 km väster om huvudstaden Ottawa. Amable du Fond River ligger vid sjön Moore Lake.
I omgivningarna runt Amable du Fond River växer i huvudsak blandskog. Runt Amable du Fond River är det mycket glesbefolkat, med 2 invånare per kvadratkilometer.